# Garvin, Oklahoma
Garvin är en ort i McCurtain County i delstaten Oklahoma, USA.